# 蕭輔
蕭輔（1463年—？），字以忠，四川叙州府富顺县人，軍籍，明朝政治人物。

## 生平
弘治八年（1495年）乙卯科四川鄉試第六十八名舉人。弘治十二年（1499年）中式己未科會試第五十三名，三甲第一百十四名進士。官户部主事。

## 家族
曾祖蕭文昌；祖蕭韶；父蕭希积。母熊氏；继母翟氏。具庆下。